# Ninel
Ninel este un film românesc din 2016 regizat de Constantin Popescu. Rolurile principale au fost interpretate de actorii Pali Vecsei, Florentina Țilea.

## Distribuție
Distribuția filmului este alcătuită din:
- Mihai Constantin
- Iulia Lumânare
- Irina Teodorescu
- Sergiu Costache
- Pali Vecsei — Ninel
- Florentina Țilea — Andreea